# Khalifa International Stadium
Khalifa International Stadium (arabiska: ستاد خليفة الدولي), även känd som Nationalstadion, är en idrottsarena i Qatars huvudstad Doha. Stadion har en kapacitet på 40 000 åskådare, Den utgör huvudarena i arenaområdet Doha Sports City som byggdes inför Asiatiska spelen 2006 som Qatar stod värd för. Arenan är spelplats för friidrotts-VM 2019 och var en av spelplatserna till fotbolls-VM 2022.